# Luca Martin (rugby à XV)
Pour les articles homonymes, voir Luca Martin et Martin.
 Luca Martin, né le 25 novembre 1973 à Padoue (Italie), est un ancien joueur italien de rugby à XV qui évolue pour l'Équipe d'Italie de rugby à XV, jouant trois-quarts centre ou arrière voire ailier, d'1,85 m pour 90 kg.

## Biographie
Luca Martin a honoré sa première cape internationale le 18 octobre 1997 à Auch contre la France, dans le cadre de la Coupe latine (match perdu 30-19).

L'année suivante, Luca Martin, devenu une des étoiles du rugby italien, quitte le championnat italien, pour évoluer au plus haut niveau français dans le club de Bègles-Bordeaux.
Après deux saisons, il signe pour les Saints.
Il joue en 2002-2005 avec le Rugby Rovigo.

## Parcours en club
- Petrarca Rugby Padoue  Italie 1991-1998
- CA Bordeaux-Bègles  France 1998-2000
- Northampton Saints  Angleterre 2000-2002
- Bedford Blues  Angleterre 2002
- Rugby Rovigo  Italie 2002-2006
- Petrarca Rugby Padoue  Italie 2006-2008
- Roccia Rubano  Italie 2008-2009

## Palmarès

### en club
- Coupe d'Angleterre de rugby à XV 2002

### En Équipe nationale
- 38 sélections avec l'équipe d'Italie de 1997 à 2002
- 9 essais
- 45 points
- Sélections par année : 2 en 1997, 5 en 1998, 10 en 1999, 10 en 2000, 9 en 2001, 2 en 2002.
- Tournois des Six Nations disputés: 2000, 2001, 2002.
- Coupe du monde de rugby disputée: 1999 (1 match, 1 comme titulaire)